# 劉霊助
劉 霊助（りゅう れいじょ、? - 531年）は、北魏末の占卜家。爾朱栄に仕えたが、その死後に自立して燕王を称した。本貫は燕郡。

## 経歴
劉僧安の子として生まれた。劉弁に師事し、陰陽占卜を好んだ。燕州と恒州の境を行き来して、商売や強盗を生業とした。後に代郡から秀容郡に入り、爾朱栄に仕えた。爾朱栄は卜筮を信じる性格だったため、霊助の占卜がよく当たることから重用され、爾朱栄の府の功曹参軍となった。
528年（建義元年）、爾朱栄が河陰で北魏の朝廷の公卿たちを虐殺した（河陰の変）。このとき奉車都尉の盧道虔兄弟も河陰の行宮にあったが、霊助が同郷のよしみでかれらを助けたため、盧氏兄弟とともにあった朝士数十名も殺害を免れた。
爾朱栄が洛陽に入ると、霊助は光禄大夫の位を受け、長子県開国伯に封じられた。ほどなく爵位は公に進んだ。爾朱栄に従って葛栄の討伐に参加し、散騎常侍・撫軍将軍・幽州刺史に任じられた。529年（永安2年）、上党王元天穆に従って邢杲の討伐に参加した。元顥が洛陽に入り、元天穆が黄河を北に渡ると、霊助は太行で爾朱栄と合流し、反攻の時期について占って助言した。また孝荘帝に対しても、対元顥戦の勝利とその時期について予言した。元顥が敗れて、孝荘帝が洛陽に帰還すると、霊助は幽州大中正を兼ねた。ほどなく征東将軍の号を加えられ、爵位を燕郡公に進めた。まもなく尚書左僕射を兼ね、幽州の流民を濮陽・頓丘で慰労して、民を率いて幽州に帰った。都督の侯淵らとともに薊で葛栄の残党の韓楼を討ち滅ぼした。車騎将軍の号を加えられ、幽平営安四州行台となった。
530年（永安3年）、爾朱栄が殺害され、孝荘帝が幽閉されると、霊助は爾朱氏の滅亡を予感し、自ら燕王・車騎大将軍・開府儀同三司・大行台を自称して挙兵した。霊助は劉氏が王となることを正当化する図讖をでっちあげた。また霊助は大鳥を飼い慣らしていたことから、「世を避くを知らんと欲さば、鳥村に入らん」と言い触らした。氈を刻んで人のかたちにし、桃木を描いて符書とするなど、厭祝の法を駆使したため、河北の民衆の多くはかれを信じて従った。
531年（普泰元年）3月、安国城に駐屯していたが、定州刺史の侯淵に敗れて斬られ、その首級は洛陽に送られた。533年（永熙2年）、使持節・散騎常侍・都督幽瀛冀三州諸軍事・驃騎大将軍・尚書左僕射・開府儀同三司・幽州刺史の位を追贈された。諡は恭といった。
子の劉宗輝が後を嗣ぎ、東魏の興和年間に開府となった。

## 伝記資料
- 『魏書』巻91 列伝第79
- 『北史』巻89 列伝第77